# Slavětín (Vysočina)
Slavětín é uma comuna checa localizada na região de Vysočina, distrito de Havlíčkův Brod.